# Успенський Дмитро Володимирович
Успенський Дмитро Володимирович (20 червня 1902 , Снопот, Калузька губернія  — липень 1989 , Москва ) — полковник внутрішньої служби, начальник багатьох табірних управлінь.

## Біографія
Народився в Москві, в сім'ї священика. Освіта — незакінчена середня. До революції політикою не займався. У 1919 р. скоїв тяжкий злочин — убив батька. Вбивство пояснив «класовою ненавистю», проте є відомості, що воно було скоєно на побутовому ґрунті — батько і син Успенські зловживали спиртним. Дмитра Успенського посадили у в'язницю, і засудили до десяти років позбавлення волі, але вже через рік звільнили, причому судимість з нього була знята. Більше того, тоді ж, у 1920 р. Дмитро вступив на службу в ВЧК. Тоді ж Успенського призвали в РСЧА, а в 1925 р. прийняли в партію більшовиків.
- У 1929–1930 рр. начальник Виховно-просвітницького відділу (ВПО) СЛОН, в 1930–1931 рр. начальник СЛОН.
- З 1928 р — нач. клубу 4-го Особливого Соловецького полку.
- З 1928 — нач. виховно—просвітницького відділу, культурно-виховної частини Управління Соловецького табору. Особисто керував і брав участь у масових розстрілах зеків 28-29.10.1929 р на Соловках.
- На початку 30-х — заступник начальника Білбалтлага, начальник Північної ділянки будівництва Біломорсько-Балтійського каналу (близько 1931–1933 рр.).
- З 2 липня 1933 по 7 жовтня 1936 — начальник Білбалтлага.
- З 7 жовтня 1936 — заступник начальника Дмитровлага.
- З 25 серпня 1937 — не раніше 2 лютого 1938 — начальник Дмитровлага, одночасно, з 25.08.37 по 31.01.38 — тимчасовий виконувач посаду начальника Управління експлуатації каналу Москва-Волга.
- З 2 лютого 1938 помічник начальника управління будівництвом Куйбишевського гідровузла, начальник Жигулівського району.
- З 5 жовтня по 30 грудня 1939 — начальник Нижамурлага.
- З 30 грудня 1939 по 20 липня 1941 — начальник Сороклага.
- У грудні 1941 — начальник Заполярлага.
- З 25 січня по 5 вересня 1942 — начальник Сєвпечлага.
- З 24 квітня 1943 — начальник Карагандавугілля НКВС (Будівництво 4-го вуглерозрізу Карагандинської області).
- З 18 травня 1944 начальник Переваллага.
- З 4 жовтня 1945 по 3 березня 1946 — начальник Нижамурлага (призначений повторно на ту ж посаду).
- З 3 березня 1946 — заст. начальника Амурського управління будівництва БАМ.
- З 10 вересня 1947 по 20 серпня 1948 — начальник Южлага.
- З 20 серпня 1948 по 26 липня 1952 — начальник Сахалінлага, одночасно очолював об'єднання «Дальнефть».
- З 26 липня 1952 — не раніше 17 березня 1953 — в. о. начальника Управління ВТТ Татспецнафтобуду.
- 17 березня 1953 р. — був відправлений на пенсію з присвоєнням звання «Персональний пенсіонер Союзного значення».

## Нагороди
- орден «Червоної Зірки» (08.1933 р),
- орден Леніна (1937),
- орден Леніна і орден Червоного Прапора (1944),
- «Знак Пошани» (1941).